# Проституция в Италии
Проституция в Италии не является разрешённой законом деятельностью. Однако фактически на конец 2010 года в Италии работало 70 000 проституток из 60 стран мира; 90 % проституток — иммигрантки (албанки, румынки). Отношение к ремеслу терпимое. Практически узаконена уличная проституция. В Италии нет публичных домов, но в частном порядке оказывать секс-услуги не запрещается. Наказанию подлежат только сутенёры и торговцы людьми.

## Общая ситуация
Рынок сексуальных услуг в Италии структурирован сразу в нескольких формах. В нём практикуются различные способы предоставления секс-услуг: уличная проституция, проституция в ночных клубах, девушки по вызову, интернет-сервисы и др. Оценка полного количества секс-работниц по имеющимся данным составляет около 50 000 человек, половина из которых заняты на улицах. Наибольшее количество секс-работниц заняты в северной Италии, особенно в крупных городах (Милан, Венеция, Болонья, Римини). В центральной Италии большая часть секс-индустрии сконцентрированы во Флоренции и Прато, в южной Италии — в Неаполе и Казерте.
За последние несколько лет под влиянием международной миграции рынок сексуальных услуг в Италии претерпел значительные изменения. Начиная с 1980-х годов итальянские женщины начали постепенно покидать сферу уличной проституции в связи с возрастающей опасностью этого вида деятельности. На замену им пришло большое количество приезжих женщин, появление которых обычно характеризуется как серия волн миграции. Отправной точкой для первой волны миграции стал рубеж 1989—1990 годов после падения Берлинской стены, когда в Италию начали приезжать женщины из стран Восточной Европы (Боснии, Словении, Румынии и т. д.) В 1991—1992 годах в Италию хлынула вторая волна, состоящая из африканских женщин, в основном из Нигерии. Третья волна (1993—1996) была сформирована в основном молодыми представительницами Албании. Последним всплеском иммиграции стал массовый приезд из стран бывшего социалистического лагеря: Украины (см. проституция на Украине), Болгарии (см. проституция в Болгарии) и Молдавии (см. проституция в Молдавии).
Появление такого большого количества рабочей силы в итальянской секс-индустрии привело к быстрому падению цен, так как приезжие девушки соглашались идти на контакт всего за 15—30 евро. Другим заметным изменением стал переход к мобильным схемам работы, при использовании которых секс-работницы больше не стоят на одной точке ожидая регулярных клиентов, а постоянно ездят на вызовы.

## История
В средневековой Италии некоторые города пытались изгонять проституток (Болонья в 1259, Венеция в 1266 и 1314, Модена в 1326), но эти попытки не имели успеха. Флоренция в 1287 году декретом расторгла все контракты между проститутками и владельцами борделей и повелела, чтобы в радиусе 0.5 км от города не было борделей; однако уже в 1325 году начался учёт проституток и выделение для них отдельных районов. В 1355 году подеста запретил проституткам появляться в городе, кроме как по субботам и понедельникам. В 1384 году был издан указ, повелевающий проституткам носить колокольчики на голове, перчатки и обувь с высоким каблуком.
Неаполь в 1401 году стал облагать проституток налогом.
30 апреля 1403 года во Флоренции была учреждена полиция нравов (Onesta), целью которой был контроль над проституцией. Теоретической базой деятельности этой организации стали сочинения Августина и Фомы Аквинского, которые рассматривали проституцию как необходимый институт для утоления сексуальных желаний мужчин и противодействия пропаганде гомосексуализма; Фома Аквинский особенно указывал на пример Спарты, в которой проституции не было, зато были распространены гомосексуальные связи между солдатами.
В папской области проституция была запрещена.
Начиная с 1823 года, муниципалитет Палермо начал выдавать лицензии на открытие борделей в городе. В 1841 году по требованию короля Неаполя к этому было добавлено требование обязательного медицинского осмотра всех проституток города. Аналогичная система действовала в Болонье, в которой был специальный госпиталь для заболевших проституток.
Регламентация проституция в Пьемонте была введена в министерство Кавура. Обеспокоенный уровнем венерических заболеваний в гарнизоне пьемонтской столицы, Турина, он поручил своему министру внутренних дел Урбано Раттацци выяснить причину этого. Тот провёл исследование и сделал вывод, что необходима регламентация по образцу тогдашних Франции и Бельгии. В 1855 и 1857 году соответствующие указы были изданы для Турина.
Первый закон о проституции в объединённой Италии был принят 15 февраля 1860 года.
Число зарегистрированных проституток достигло пика в 1881 году — 10 422 девушки; в 1948 году их было 4 000, а в 1958 году (в котором и была отменена регламентация) — 2 560.
Новый закон о проституции был принят в министерство Криспи 26 июля 1888 года; этот закон умалял регламентацию проституции, однако уже через три года она была восстановлена в том же объёме, что и при Кавуре.
В 1923 году Муссолини приказал всем проституткам носить специальные пропуска, в которых отмечались результаты их осмотра на венерические заболевания.
Во время оккупации Эфиопии некоторые дома Аддис-Абебы были превращены в бордели для нужд армии. Отдельные бордели были заведены для итальянцев, отдельные — для коллаборационистов из числа местных жителей.
Пример Марты Ришар, добившейся в 1946 году отмены проституции во Франции, вдохновил итальянскую социалистку (ставшую в 1948 году первой женщиной, избранной в Сенат Италии) Лину Мерлин. Сразу после своего избрания она начала кампанию с целью присоединения Италии к другим государствам Европы, которые почти все уже отменили регламентацию. Среди других активных участников аболиционистского движения стоит отметить Антонетту де Сильвестри, написавшую проект закона об отмене регламентации для Мерлин.

## Законы
20 февраля 1958 года итальянский парламент большинством в 385 против 115 (против голосовали, в частности, монархисты и Итальянское социальное движение) принял Закон об отмене регламентации проституции и борьбе с эксплуатацией проституции других лиц. По имени своей лоббистки закон получил название «Закон Мерлин». Закон запрещает не только торговлю женщинами и эксплуатацию проституции, но и любые формы пособничества и подстрекательства к ней, как с корыстными целями, так и без них.
С 1994 года ряд муниципалитетов начали проводить неоаболиционистскую политику в отношении к проституции, накладывая штрафы на клиентов. Так, в 1998 году такое законодательство ввела Болонья, что вызвало возражения со стороны Движения транссексуальной идентичности (первой организации транссексуалов в Италии, основанной в 1979 году), а также некоторых феминисток; другие феминистки, напротив, горячо одобрили мероприятие.
Клиенты, не заплатившие проституткам, приравниваются к насильникам.